# Солотвинские озёра
Соло́твинские озёра — группа небольших озёр антропогенного происхождения в Закарпатской области Украины, в черте пгт Солотвино. Большинство озёр содержат сильно солёную воду, однако встречаются иодированные и пресноводные водоёмы. Крупнейшее озеро — Кунигунда. Солёность воды в озёрах до 200 ‰. Температура воды летом — до 25-27 °C.
Солотвинские озёра возникли вследствие просадки пород при добыче соли из расположенных поблизости соляных рудников. Первое из озёр, Кунигунда, возникло в 1902 году, вследствие просадки на 20 метров недавно открытой соляной шахты.

## Курорт
Солотвинские озёра являются курортной зоной, купания в солёной воде используются для лечения опорно-двигательного аппарата, переломов, радикулита, псориаза и других заболеваний. На берегах озёр за последние 10-15 лет было открыто большое количество санаториев и баз отдыха.